# Seattle SuperSonics 1969-1970
La stagione 1969-70 dei Seattle SuperSonics fu la 3ª nella NBA per la franchigia.
I Seattle SuperSonics arrivarono quinti nella Western Division con un record di 36-46, non qualificandosi per i play-off.

## Roster
| N° | Naz.                   | Ruolo | Sportivo      | Anno | Alt. | Peso |
| -- | ---------------------- | ----- | ------------- | ---- | ---- | ---- |
| 10 | Stati Uniti (bandiera) | GA    | Dick Snyder   | 1944 | 196  | 94   |
| 11 | Stati Uniti (bandiera) | G     | Lee Winfield  | 1947 | 188  | 79   |
| 12 | Stati Uniti (bandiera) | G     | Art Harris    | 1947 | 193  | 84   |
| 14 | Stati Uniti (bandiera) | A     | Tom Meschery  | 1938 | 198  | 98   |
| 19 | Stati Uniti (bandiera) | G     | Lenny Wilkens | 1937 | 185  | 82   |
| 20 | Stati Uniti (bandiera) | A     | Bob Boozer    | 1937 | 203  | 98   |
| 24 | Stati Uniti (bandiera) | AC    | Erwin Mueller | 1944 | 203  | 104  |
| 25 | Stati Uniti (bandiera) | G     | Al Hairston   | 1945 | 185  | 77   |
| 30 | Stati Uniti (bandiera) | AC    | John Tresvant | 1939 | 201  | 98   |
| 34 | Stati Uniti (bandiera) | A     | Joe Kennedy   | 1947 | 198  | 95   |
| 41 | Stati Uniti (bandiera) | AC    | Dorie Murrey  | 1943 | 203  | 98   |
| 42 | Stati Uniti (bandiera) | G     | Lucius Allen  | 1947 | 188  | 79   |
| 43 | Stati Uniti (bandiera) | A     | Barry Clemens | 1943 | 198  | 95   |
| 44 | Stati Uniti (bandiera) | G     | Rod Thorn     | 1941 | 193  | 88   |
| 45 | Stati Uniti (bandiera) | AC    | Bob Rule      | 1944 | 206  | 100  |

## Staff tecnico
- Allenatore: Lenny Wilkens